# Masaharu Kawakatsu
Masaharu Kawakatsu (japanisch 川勝 正治 Kawakatsu Masaharu; geboren 20. Januar 1929 in Kameoka) ist ein japanischer Zoologe, der hauptsächlich über Strudelwürmer forscht.

## Leben
Masaharu Kawakatsu wurde 1929 als Sohn von Masakazu und Tei Kawakatsu, Tochter des Landarztes Ei'ichi Okajima, geboren.
Nachdem seine Mutter an einer akuten Lungenentzündung gestorben ist, als er 7 Jahre alt war, entwickelte sich zwischen Kawakatsu und seinem mütterlichen Großvater eine engere Bindung. Sein Großvater, der ein großes wissenschaftliches Interesse hatte, lehrte Kawakatsu sowohl die gebräuchlichen als auch wissenschaftlichen Namen der Tiere und Pflanzen. Ab April 1941 besuchte er die weiterführende Schule, wo er an einer naturwissenschaftlichen Arbeitsgemeinschaft teilnahm.
Im Jahr 1946 begann er ein Studium am Kyōto Normal College (heute die Pädagogische Hochschule Kyōto), ein Ausbildungszentrum für Lehrer. Er studierte dort Biologie. 1948 organisierten Biologiestudenten und -professoren der Region Kinki einen Biologie-Club. In diesem lernte Kawakatsu Hisao Sugino kennen, einen Biologieprofessor am Osaka Normal College, der die Regenerationsfähigkeit von Strudelwürmern erforschte.
Das Kyōto Normal College wurde 1950 in die Kyōto Gakugei University umbenannt und Kawakatsu begann hier ein Studium der Naturwissenschaften. Hier lernte er der Professor Kazunosuke I. Okugawa kennen, dessen wissenschaftliche Arbeit die Systematik und Wurmarten am Biwa-See untersuchte. Ab 1951 arbeitete Kawakatsu als Mitarbeiter Okugawas bei der Erforschung von japanischen Süßwasserstrudelwürmern. Er schloss 1953 sein Studium erfolgreich ab und war im Anschluss bis 1961 an seiner Alma Mater wissenschaftlicher Mitarbeiter. In diesem Zeitraum erforschte er selbst Strudelwürmer. Anfang 1959 heiratete er Kazuko Hatano.
Im April wechselte Masaharu Kawakatsu an das Fuji Women’s College (heute Fuji Women’s University) in Sapporo, wo er eine Stelle als Assistant Professor für Biologie antrat. Sein Forschungsschwerpunkt lag auf der Erforschung der Systematik von Süßwasserstrudelwürmern in Japan und benachbarten Staaten. In dieser Zeit freundete er sich mit Libbie Hyman an. Ab 1965 übernahm er auf ihre Bitte ihre Forschung auf dem Gebiet der Strudelwürmer, nachdem sie sich altersbedingt aus der wissenschaftlichen Arbeit zurückgezogen hatte. Sie schickte ihm hierfür ihre Sammlung von Strudelwürmern, die sie im kalifornischen Lake Tahoe gesammelt hatte.
Nach Hymans Tod nahm er im Dezember 1970 an einem Symposium zu ihrem Gedenken in Chicago teil, woraufhin er mit mehreren Wissenschaftlern an kooperativen Studien arbeitete. So studierte er mit Robert W. Mitchell Strudelwürmer in mexikanischen Höhlen und mit Josef Hauser die Systematik und den Karyotyp von Süßwasserstrudelwürmern in Brasilien.
Im Jahr 1987 begann Kawakatsu gemeinsam mit Robert E. Ogren von der Wilkes University in Pennsylvania eine Reihe von Veröffentlichungen zu publizieren, in denen sie ein Review zu allen zu diesem Zeitpunkt bekannten Arten der Landplanarien anfertigten. Hierbei beschrieben sie unter anderem die Gattungen Gigantea, Notogynaphallia und Pasipha, die vorher in die Gattung Geoplana eingeordnet waren.

## Veröffentlichungen (Auswahl)
- Masaharu Kawakatsu, Iwashiro Oki, Sachiko Tamura & Hisao Sugini: Studies on the morphology, karyology and taxonomy of the Japanese freshwater planarian Dugesia japonica ICHIKAWA et KAWAKATSU, with a description of a new subspecies, Dugesia japonica ryukyuensis subspec. nov. In: The Bulletin of Fuji Women's College Series 2. Band 14, 1976, S. 81–126.
- Robert E. Ogren & Masaharu Kawakatsu: Index to the species of the genus Bipalium (Turbellaria, Tricladida, Terricola). In: The Bulletin of Fuji Women's College Series 2. Band 25, 1987, S. 79–119, doi:10.2307/3274524.
- Robert E. Ogren & Masaharu Kawakatsu: Index to the species of the family Geoplanidae (Turbellaria, Tricladida, Terricola) Part I: Geoplaninae. In: Bulletin of Fujis Women's College. Band 28, 1990, S. 79–166.
- Robert E. Ogren & Masaharu Kawakatsu: Index to the species of the family Geoplanidae (Turbellaria, Tricladida, Terricola) Part II: Caenoplaninae and Pelmatoplaninae. In: Bulletin of Fujis Women's College. Band 29, 1991, S. 35–58.
- Masaharu Kawakatsu, Iwashiro Oki & Sachiko Tamura: Taxonomy and geographical distribution of Dugesia japonica and D. ryukyuensis in the Far East. In: Biogeography and genetics. Band 305, 1995, S. 55–61.